# DVD Exclusive Awards
O DVD Exclusive Awards é uma premiação que homenageia as produções de vídeos que são lançadas diretamente para DVD. Os prêmios aconteceram pela primeira vez em 2001. Os vencedores são escolhidos através de uma revista eletrônica.